# 基利安斯罗达
基利安斯罗达是德国图林根州的一个市镇。总面积3.99平方公里，总人口222人，其中男性110人，女性112人（2011年12月31日），人口密度56人/平方公里。